# China White
 (avril 2017).
China White (Chien Na Wei), de son vrai nom Chien Na Wei, est une vilaine de l'univers de DC Comics. Elle a été créée par Andy Diggle et Jock dans les pages de Green Arrow : Année Un en 2007. Elle est un adversaire redoutable de Green Arrow. Elle fait partie de la Triade chinoise et y occupe un poste important[Lequel ?], mais cela ne l’empêche pas d'être une tueuse et une mercenaire.

## Biographie fictive
China White était la chef d'un groupe criminel qui contrôle le Pacifique Sud. Elle fournit de l'héroïne sur la côte Ouest des États-Unis, en Australie, au Japon et tout le Pacific Rim depuis sa base des opérations, une île volcanique dans les Fidji. Il y a plusieurs années, un playboy millionnaire Oliver Queen se retrouva impliqué dans le financement des opérations de China White, bien qu'il fût inconscient de la nature criminelle du groupe. Quand la présence d'Oliver menaça d'exposer China White, elle donna l'ordre au mercenaire Hackett de le tuer. Hackett battit Oliver et le jeta par-dessus bord de son bateau, le Pacific Queen. Oliver survécut et réussit à atteindre l'île. Il y découvrit les champs de pavots de China White et apprit qu'elle utilisait les villageois locaux comme esclaves pour cultiver les champs. Quand elle s’aperçut qu'Hackett avait échoué à tuer Oliver Queen, elle lui ordonna de finir le travail.

### DC Rebirth
China White apparaît pour la première fois dans le neuvième numéro de New Super-Man. La Triade de China White attaque le Centre de Développement et de la Recherche de LexCorp dans le but d’obtenir des artefacts qu’elle croit avoir été volés à l’Asie par Lex Luthor. Ses alliés et elle combattent Lex et Kong Kenan, le Super-Man de Chine, jusqu’à ce qu’ils soient interrompus par l’arrivée de Superman.

## Publications
- 2007 : Green Arrow : Année Un (Green Arrow: Year One)

## Autres médias
- Kelly Hu interprète le personnage de China White dans la série télévisée Arrow[5]. Dans la première saison, elle devient la chef de la triade après la mort de son ancien mentor Zhishan, en plus d’être d’être mercenaire pour différents clients et contrats (tel qu’une tentative d’assassinat sur Malcolm Merlyn)[6]. Elle revient dans l’épisode de la seconde saison, « Démons intérieurs[7] », faisant équipe avec Ben Tuner pour voler des médicaments au Glades Memorial Hospital, mais ils furent stoppés par Oliver et Diggle. Dans la troisième saison[8], elle est l’ennemi principal dans le récit flash-back, travaillant à Hong Kong pour voler le virus "Omega" et le revendre au plus haut enchérisseur de Star City, mais fut battue par Oliver et Maseo. Elle apparaît à nouveau dans l’épisode de la cinquième saison, « Le Purificateur[9] », en train de faire équipe avec Liza Warner et Carrie Cutter pour chercher l’argent caché du coffre de Tobias Church et prendre la contrôle de la ville, mais elle est à nouveau stoppée par l’équipe Arrow. Dans la saison sept, China White est recrutée par la nouvelle Suicide Squad.